# Matadi (commune)
Pour les articles homonymes, voir Matadi (homonymie).
La commune de Matadi est une commune du centre de la ville de Matadi en République démocratique du Congo. Elle héberge les principales institutions de la ville, ainsi que la gare ferroviaire de la ligne de chemin de fer Matadi-Kinshasa.

## Géographie
Située à 352 km à l'ouest de Kinshasa, la localité de Matadi s'étend sur un relief accidenté à flanc de colline en rive gauche du fleuve Congo.

## Histoire

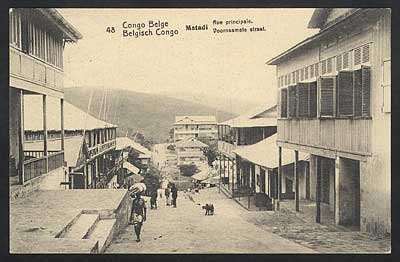
Rue principale (1919)

Le nom de Matadi qui signifie pierres ou rochers est issu de la langue locale, le kikongo. 
La ville est fondée en 1879 par l'explorateur anglais Henry Morton Stanley à l'extrémité du bief maritime du fleuve Congo qui permet la navigation depuis l'Océan Atlantique.

## Administration
La commune de Matadi est l'une des 3 communes de la ville de Matadi, elle est constituée de 5 quartiers regroupant 8 villages et 105 avenues.
Le quartier de Soyo regroupe les 4 villages de : Soyo, Luadi, Luangu et Kinzau.
Le quartier de Tshimpi regroupe les 4 villages de : Tshimpi, Nkongolo, Nkongolo 2 et Nkongolo 3.
La commune compte également les 3 quartiers de : Salongo, Ville haute et Ville basse.

## Société
Avec sa cathédrale Notre-Dame Médiatrice, la ville est le siège du diocèse catholique de Matadi. Erigé en 1959, il est suffragant de l'Archidiocèse de Kinshasa. La commune compte plusieurs paroisses catholiques, Notre-Dame Médiatrice fondée en 1892, Aumônerie militaire Sainte-Marie, Sainte-Bernadette de Soyo, fondée en 1983.

## Économie
Matadi doit son essor à la ligne de chemin de fer construite à la fin du XIXe siècle reliant le port de Matadi à la capitale du Congo RDC : Kinshasa.